# Innocenti C
L'Innocenti C est une automobile fabriquée par le constructeur italien Innocenti de 1966 à 1968.

## Description
- Style : coupé
- Moteur : 4-cylindres en ligne
- Cylindrée : 1 098 cm3
- Alésage X course : 64,6 x 83,7 mm
- Puissance maxi : 58 ch DIN à 5 500 tr/min
- Couple maxi : 8,5 mkg à 2 700 tr/min
- Taux de compression : 9:1
- Alimentation : 2 carburateurs SU HS2
- Alummage : par batterie, bobine et distributeur
- Refroidissement : liquide, par radiateur
- Transmission : roues AR motrices
- Embrayage : monodisque à sec
- Boîte de vitesses : 4 rapports
- Poids à vide : 750 kg
- Réservoir : 28 L
- Vitesse max : 145 km/h
- Consommation : 7 L/100 km